# Teste de Szondi
O Teste de Szondi foi desenvolvido em 1943 por Leopold Szondi para determinar o perfil pulsional e revelar as possibilidades de existência da pessoa examinada. Ele consiste de seis conjuntos, ou séries, de fotografias de pacientes psiquiátricos. Durante aplicação do teste, o examinando deve escolher, em cada série, dois retratos de pessoas simpáticas e dois retratos de pessoas antipáticas. Ao completar as seis séries, ou conjuntos, obtém-se um "perfil".
Szondi considerava quatro círculos psicopatológicos hereditários, ou vetores, com duas formas clínicas cada um, chegando a um total de oito necessidades pulsionais específicas, denominadas por ele fatores pulsionais, que constituem os radicais da vida pulsional. Assim, as oito enfermidades mentais hereditárias, representadas pelas fotografias, abarcam:
1 - Enfermidades sexuais - Vetor Sexual
a) hermafroditismo e homossexualidade
b) sadismo
2 - Enfermidades paroxísticas - Vetor Paroxístico
a) epilepsia
b) histeria
3 - Enfermidades esquizoformes - Vetor do Ego
a) catatonia
b) paranóia
4 - Enfermidades de estados circulares - Vetor do Contato
a) depressão
b) mania
O processo de interpretação do Teste de Szondi é muito complexo, considerando não só o número e escolhas por fator, mas a relação entre eles, a presença de perfis sindromáticos, índices sociais e sexuais, análise do perfil de frente e do perfil complementar, além do perfil teórico complementar, hipotetizado como negativo do perfil de frente.
O sistema pulsional da Análise do Destino comporta dezesseis tendências pulsionais: oito necessidades pulsionais com duas tendências cada. Cada um dos oito fatores pulsionais condiciona uma associação de propriedades caracterológicas, que podem ser valiosas para uma tipologia normal de caráter, um determinado círculo de profissões e também o círculo social. Os fatores pulsionais condicionam, portanto, uma classe especial de atividade psíquica e, de forma especial, complexos sintomáticos. Assim, os fatores representam as tendências pulsionais ou válvulas de escape possíveis do indivíduo.
O vetor S - Sexual, é formado pela pulsão sexual, que repercute na vida sexual, preferências sexuais, mundo das percepções, sublimações culturais ou civilizadoras, ternura versus agressão, ou mitologicamente ou Eros x Thanatos, princípio feminino e masculino.
O vetor P - Paroxístico ou impulso de surpresa, é a área dos afetos, crises, angústias, fobias, senso ético-moral, bem versus mal, senso de valor, supervalorização versus desvalorização, sentimento de culpa e vergonha(Super Ego, a ética e a moral).
O vetor SCH - do Ego, é formado pelo pulsão do EU ou Ego. É a síntese das demais pulsões, ou forma os tipos de EGO, é a integração entre o Super-Ego e o Id que se expressa, pelo Eu (Ego). Ele integra a tendência à expansão e à constrição, a subjetividade e o princípio da realidade.
O vetor C - do Contato, ou pulsão de contato, corresponde à esfera dos relacionamentos, da atenção e dos vínculos. Integra a aquisição, a busca, a renúncia, as depressões, a conservação, a economia, que correspondem à fase anal freudiana com a posse, com o apego, o sentimento de abandono, as manias, o dom da palavra, que correspondem à fase oral freudiana.
A cada fator pulsional, como radical de destino, corresponde uma forma primitiva filogenética, histórica dos antepassados, podendo ser encontrada no reino animal. Dos quatro vetores, apenas o vetor do Ego, não encontra correspondência no reino animal. Os dois fatores pulsionais constitutivos do vetor do Ego são próprios do ser humano e aparecem no homo sapiens, pela primeira vez, estruturando o seu Ego.
Para Szondi, existe sempre uma polaridade: se fatorial é uma polaridade de tendências; se vetorial, uma polaridade de necessidades. Assim, os perfis pulsionais demonstram que as necessidades pulsionais não são fatores psíquicos rígidos, nem estáveis, mas processos dinâmicos fluidos e mutáveis. A comprovação de que um fator determinado, ao largo de uma investigação ou série, se manifesta de forma mutável, tem grande valor diagnóstico.
A complexidade do teste tem frustrado diversas tentativas de validação empírica. Existem estudos de correlação interessantes com o Teste de Rorschach e realizados com gêmeos univitelinos.